# Stictoleptura heydeni
Stictoleptura heydeni är en skalbaggsart som först beskrevs av Ludwig Ganglbauer 1888.  Stictoleptura heydeni ingår i släktet Stictoleptura och familjen långhorningar.
Artens utbredningsområde är:
- Iran.
- Israel.

Utöver nominatformen finns också underarten S. h. maceki.